# Europese Bankautoriteit
De Europese Bankautoriteit (European Banking Authority, EBA) is een toezichthoudend agentschap van de EU, met hoofdkwartier in Parijs. De EBA is verantwoordelijk voor het uitvoeren van de stresstesten op Europese banken. Dit moet de transparantie in het Europese financiële systeem verhogen, en de zwakheden blootleggen in de kapitaalstructuur van de banken.

## Bevoegdheid
De EBA werd operationeel op 1 januari 2011, en nam op die dag alle taken en bevoegdheden over van het Committee of European Banking Supervisors (CEBS).
De EBA kan nationale toezichthouders tot de orde roepen, als deze tekortschieten, en moet ook de eerlijke concurrentie in de EU bevorderen, onder meer door het toepassen van Europa-wijde regelgeving, zodat wordt vermeden dat banken met een minder strenge regelgeving een oneerlijke concurrentiepositie innemen en een race to the bottom wordt voorkomen.

## Uniforme rapportering
Rapportering door de banken wordt geharmoniseerd in een “Common Reporting” (COREP). Deze rapportering omvat diverse risico's, onder meer kredietrisico, marktrisico, operationeel risico, en kapitaalratio's zoals tier 1-kapitaal en tier 2-kapitaal . Deze rapportering wordt gevolgd door bijna 30 Europese landen.

## Verhuizing
Als uitvloeisel van de brexit werd na een stemming in de Raad van de Europese Unie besloten dat de EBA uiterlijk maart 2019 verhuist van Londen naar Parijs.